# Kusnarenkovói kultúra
A kusnarenkovói kultúra az Urál hegységtől (Déli-Urál) nyugatra fekvő területeken elterjedt, 6–8. századi régészeti műveltség. A lelőhelyek többsége a mai Baskíria területén található, a temetők főleg a Belaja folyó mentén csoportosulnak, de két lelőhely található a Káma jobb partján.

## Jelentősége
Ez a régészeti műveltség hozható a leginkább összefüggésbe vagy az ugorokkal vagy kifejezetten a magyarok elődeivel, illetve azok uráli őshazájával, Magna Hungariával. Annak ellenére, hogy számos bizonytalansági tényező nehezíti a leletek értelmezését nagyon valószínű, hogy baskírföldi kusnarenkovói népesség a Déli-Urál keleti oldalán található erdős sztyeppei területekről - az Iszety és a Tobol folyók közéből - költözött át a hegység nyugati oldalára. A kusnarenkovóiak áttelepülését több szakember az avarok nyugatra történő vándorlásával magyarázza.

## Karajakupovói kultúra
A 8. században - egy újabb keleti népmozgás hatására - a kusnarenkovói kultúrán belül kialakult a karajakupovói kultúra (8-9. század), amit korábban a régészek csak a kusnarenkovói műveltség egy kései változatának véltek. Az orosz régészeti kutatás eredményei alapján egyértelmű, hogy a 9. század első felében a karajakupovóiak részben elvándorolnak nyugatra (honfoglaló magyar törzsek), illetve a helyben maradó, nagyállattartással foglalkozó népesség a Volgai Bolgárország területen talált menedéket (lásd Bolsije Tyigani temetőt). Újabb feltárások során kiderült, hogy ezen kultúrák lelőhelyei jóval délebbre is megtalálhatóak, pl. az Orenburg melletti füves sztyeppei környezetben is (Filippovka). Hasonló leletek kerültek elő az Urálon túli erdős sztyeppék temetőiből (Szinyeglazovo, Karanajevo, Uelgi).

## Fontosabb lelőhelyek
- Szinyeglazovo (Синеглазово)[5]
- Sztyerlitamak (Стерлитамакский могильник)[6][7]

### Ujelgi
Az Ujelgi- és a Szajgerli-tó közötti lelőhely Oroszországban, a Déli-Urál keleti oldalán fekvő, füves sztyeppés területen található, Cseljabinszktól körülbelül 100 km-re északra. A lelőhelyet Szergej Botalov (1958–) orosz régész fedezte fel 2009-ben. A főleg bolygatott sírokból előkerült, honfoglaló típusú veretekhez hasonló leleteket „a radiokarbon-mérések a 9-10. század fordulójára, illetve a 10. század első felére datálják. Vagyis az uelgi lelőhely ahhoz a késő kusnarenkovói-karajakupovói régészeti lelethorizonthoz tartozik, amelyről már korábban is voltak ismereteink, főként Baskíria Urálon túli területéről.”
„Az az izgalmas, hogy egész biztosan van most már egy 9. századi sír Ujelgiben [...] a rozettás lószerszám és a palmettás veretek révén az ujelgi lelőhely számít a legnagyobb és legjobb párhuzamának a honfoglaló anyagnak.”

### Bolsije Tyigani
A magyar őstörténet kutatásának egyik legismertebb lelőhelye a tatárföldi Bolsije Tyigani falu határában található kora középkori temető. A Santala folyó bal partján fekvő lelőhely feltárását Alfred H. Halikov szovjet régész végezte 1974 és 1984 között. Az ásatások során 156 sírt tártak fel, a temető 10. századi részének kutatását az 1980-as években végezték el. Több kutató úgy véli, hogy a temetőt a 9. század második felében kezdték el használni, így „a lelőhely nem a nyugatra vándorolt, hanem a keleten maradt magyarokhoz köthető. Bár Bolsije Tiganit a kusnarenkovói-karajakupovói kultúrába sorolják, a földrajzi elkülönülés mellett a temetőben jelentkező nagyarányú, a volgai bolgárokra jellemző leletanyag is megkülönbözteti a kusnarenkovói kultúra jellegzetes lelőhelyeitől.” A lelőhely 12 sírjában volt „részleges lótemetkezés, mely a honfoglalás kori rítushoz hasonlóan a halott lábánál került elő, egy csomóban. (...) Jellegzetes leletek a szablyák, melyek ezüst szerelékei az övveretekkel, fülbevalókkal és néhány más ékszertípussal együtt szaltovói jellegűek. (...) Szintén uráli eredetű temetkezési szokás a halotti maszkok és szemfedők megléte, melyek további kapcsolatot jelentenek a honfoglalás kori hagyatékkal.”